# Дністровський район
Дністровський район (Дністровщина) — район у Чернівецькій області України з адміністративним центром в селищі міського типу Кельменці. Площа — 2131,9 км² (26,1 % від площі області), населення — 152,2 тис. осіб (2022).
Утворений 17 липня 2020 року, відповідно до ухваленої Верховною Радою України постанови № 807-IX «Про утворення та ліквідацію районів».
До складу району увійшли Вашковецька сільська, Кельменецька селищна, Клішковецька сільська, Лівинецька сільська, Мамалигівська сільська, Недобоївська сільська, Новодністровська міська, Рукшинська сільська, Сокирянська міська та Хотинська міська територіальні громади Чернівецької області.

## Адміністративний устрій
У складі району території 10 територіальних громад, з яких 3 міських, 1 селищні і 6 сільські, затверджених Кабінетом Міністрів України.
- Міські:

1. Новодністровська міська
2. Сокирянська міська
3. Хотинська міська територіальні громади

- Селищні:

1. Кельменецька селищна територіальна громада

- Сільські:

1. Вашковецька сільська
2. Клішковецька сільська
3. Лівинецька сільська
4. Мамалигівська сільська
5. Недобоївська сільська
6. Рукшинська сільська територіальні громади

## Природно-заповідний фонд

### Національний природний парк «Хотинський»
Національний природний парк «Хотинський» — природоохоронна територія в Україні, в межах Хотинського, Кельменецького та Сокирянського районів Чернівецької області.
Головна частина території парку, площею 3784,1 га, практично вся представлена ландшафтами крутосхилів каньйонної долини Дністра та його правих приток з листяними лісами та лучно-степовими асоціаціями на скельних відслоненнях і розсипах. До складу парку увійшла низка об'єктів природно-заповідного фонду (повністю або частково), зокрема ландшафтні заказники місцевого значення «Поливанів яр», «Молодівський яр», «Шебутинський яр», «Галицька стінка», «Бабинська стінка», «Гриняцька стінка»; іхтіологічні заказники «Бернівський острів», «Дарабанське плесо», «Орестівський», «Непоротівський», «Куютинський»; геологічні пам'ятки природи місцевого значення «Стратотип Дзвенигородської світи силуру», «Стратотип пригородської світи силуру». На стрімких схилах каньйону в місцях відслонення гіпсів та вапняків досліджено понад 30 невеликих печер. В околицях с. Гринячка розташований один із найвищих (30 м) водоспадів Буковини, що бере початок з потужного карстового джерела.
До території парку входить теж частина водного плеса Дністерського водосховища площею 5662 га в межах адміністративної межі Чернівецької області.

### Бабинська стінка
Ба́бинська стінка — ландшафтний заказник місцевого значення в Україні. Розташований у межах Кельменецького району Чернівецької області, на північ від села Бабин, більша частина на території національного природного парку «Хотинський».
Площа 1405 га. Статус надано згідно з рішенням облвиконкому від 16 січня 1991 року № 22 та рішенням 17-ї сесії обласної ради ХХІІІ скликання від 20 грудня 2001 року № 171-17/01.
Статус надано з метою збереження мальовничого природного комплексу, розташованого на залісненому правому схилі Дністровського каньйону. Особливо цінними є геологічні розрізи з карстовими утвореннями, а також степова рослинність у верхній частині схилу.
Бабинська стінка — ландшафтний заказник місцевого значення, розміщується на правому схилі Дністровського каньйону між селами Вороновиця та Комарів Кельменецького району. Являє собою цінні геологічні розрізи з мальовничими ландшафтами, корінною та степовою рослинністю. Тут за мільйони років утворилися своєрідні природні комплекси великих обривів і пологих схилів. Дивлячись на дивовижні геологічні розрізи Дністровського каньйону, можна наочно прослідкувати геологічну історію — знизу догори виходять на поверхню нашарування епох. Тут наявні як глауконіто-кварцові шари так і піщані, а також аргіліти та вапняно-доломіто-мергелеві відклади силуру — відповідно Кембрійський, Силурійський та Сарматський геологічні періоди, які сягають глибини історії планети на 500 мільйонів років. А в місці пересікання з Товтровою грядою створює живописне поєднання природно-територіальних комплексів, різких обривів та уступів.

### Бабинський карст
Ба́бинський карст — геологічна пам'ятка природи місцевого значення в Україні. Розташована в межах колишнього Кельменецького району Чернівецької області, на північ від села Бабин.
Площа 20 га. Статус надано згідно з рішенням 18-ї сесії обласної ради XXI скликання від 21.12.1993 року. Перебуває у віданні: село Бабин.
Статус надано з метою збереження фрагментів Товарової гряди з мальовничими скелями та цінною рослинністю (зростають види, занесені до Червоної книги України).

### Василівський яр
Васи́лівський яр — ландшафтний заказник. Розташований на захід від села Василівка. Площа 497 га. Перебуває у віданні ДП «Сокирянський лісгосп» (Сокирянське лісництво, кв. 6, 7, 14-19, 72). Статус присвоєно з метою збереження природного комплексу в придністровській частині Чернівецької області з лісами на крутосхилах глибокого яру. Є цінні геологічні та геоморфологічні утворення.

### Галицька стінка
Га́лицька стінка — ландшафтний заказник біля села Галиця, на захід від села Ломачинці. Входить до складу національного природного парку «Хотинський». Статус надано з метою збереження природного комплексу на правобережному схилі каньйону річки Дністер і його приток з лісовою рослинністю, мальовничими геоморфологічними і цінними геологічними утвореннями (печери, скелі, геологічні відшарування). Цінний природний комплекс схилів каньйону річки Дністер і його приток з лісовою рослинністю, мальовничими геоморфологічними і цінними геологічними утвореннями(печери, скелі). На території заказника у вапнякових урвищах можна побачити безліч великих та малих ерозійно-корозійних ніш, гротів та печер.
Стінка являє собою урвище у вапняках сарматського віку. Вапняки крупно шаруваті, жовтувато-сірого та світло-сірого кольору, доволі ніздрюваті і посічені тріщинами — тектонічними, тріщинами відсідання, сколу та нашарування. У гарному стані збереглись гроти ерозійного походження, що фіксують колишній рівень води у Дністрі на час формування уступу четвертої тераси. Глибина гротів сягає 3—4 м, висота стелі коливається від 0,4 до 3 м, що створює умови для тимчасового перебування окремих видів фауни. На стінах двох гротів виявлені наскельні графіті християнської тематики (хрести); за свідченням істориків, вік їхнього нарізання ймовірно XV—XVI ст., що збільшує історичну цінність цієї стінки. Безпосередньо до території НПП «Хотинський» примикає територія діючого скельного Свято-Миколаївського чоловічого монастиря, відомого з часів середньовіччя. Основою для його формування стали гроти на східному фрагменті Галицької стінки, які були розширені і пристосовані для келій монахів і приміщення церкви. Це популярна пам'ятка сакрального мистецтва.

### Сосна Чорна
Сосна Чорна — ботанічна пам'ятка природи на північ від села Ломачинці.
Площа 8,7 га. Перебуває у віданні ДП «Сокирянський лісгосп» (Ломачинське лісництво, кв. 16, вид. 3). Статус присвоєно для збереження цінних вікових насаджень сосни чорної (Pinus nigra).

### Куютинський заказник
Куютинський заказник — іхтіологічний заказник місцевого значення біля села Ломачинці. Площа 16 га. Перебуває у віданні Дністровсько-Прутського басейнового управління водних ресурсів. Статус надано з метою збереження нерестовища промислових і рідкісних видів риб, розташованого в акваторії Дністровського водосховища.

## Пам'ятки історії та культури

### Хотинська фортеця
Хотинська фортеця — середньовічна укріплена фортифікаційна споруда в Хотині (Чернівецька область, Україна), збудована русо-влахами за господарювання Мушатів у Молдавському князівстві на межі XIII—XVIII століть на місці руського городища (Х—ХІІІ).
Ця твердиня на правому березі Дністра була однією з наймогутніших у тогочасній Східній Європі, важливим оборонним і торговельним пунктом Молдавії в часи господаря Олександра Доброго.
Фортеця відома як місце Хотинської битва 1621 року — битва між військами Речі Посполитої та Османської імперії біля міста Хотина, завершальний етап Хотинської війни 1620—1621. Завершилася перемогою об'єднаних сил Речі Посполитої та українського козацтва. Величезний внесок у знищення османської армії під Хотином зробили запорізькі козаки на чолі з гетьманом Петром Сагайдачним. В результаті поразки під Хотином османський султан Осман II був змушений припинити війну.

## Особистості, пов'язані з Дністровським районом

### Історичні особистості
- Арсеній (Стадницький) — Митрополи́т Арсе́ній (Авксентій Георгійович Стадницький; 22.01.1862 р., с. Комарове, Бессарабська губернія — † 10.02.1936 р., Ташкент — український богослов, церковний історик та педагог, політик у Російській імперії. Лауреат Макарыъвськоъ премії. Випускник Київської духовної академії. Ректор Московської духовної академії (1898—1903). У 1907 р. обраний членом Державної ради Російської імперії від чорного православного духовенства. Єпископ Російської православної церкви (без патріаршої), митрополит Ташкентський та Туркестанський (1933—1936) РПЦ, раніше протягом тривалого часу був правлячим єпископом Новгородської єпархії. Від 14 січня 1906 р. присутній у Священому Синоді (1721—1917) (до 15 квітня 1917).
- Василь Іванович Мельницький[5][6] (нар. 14 серпня 1952, село Анадоли, Хотинського району, Чернівецької області) — український військовик, науковець, та волонтер під час російсько-української війни. Генерал-майор, народний депутат- 4 скликань. Доцент, доктор філософії, кандидат військових наук.
- Болбочан Петро Федорович — український військовий діяч, полковник Армії УНР, керівник Кримської операції проти більшовиків з метою встановлення на території півострова української влади та взяття під контроль Чорноморського флоту. З листопада 1918 р. по січень 1919 р. керував обороною північно-східної України. Народився 05(17).10.1883 р., с. Ярівка на Хотинщині, тепер Дністровський район. Загинув 28.06.1919 р., с. Балин, нині Дунаєвецький район, Хмельницька область.
- Варлаам (Чернявський) — єпископ Варлаам (в миру — Василь Никифорович Чернявський) — єпископ Мінський і Туровський. Народився 28.02.1819 р., с. Коболчин, Хотинський повіт, Бессарабська область у родині священика. Навчався у духовному училищі, Кишинівській духовній семінарії, закінчив Петербурзьку духовну академію. Був ігуменом Фрумошського Успенського монастиря, вчителем й інспектором Катеринославської духовної семінарії, настоятелем Фрумошського монастиря і Курковсько Різдво-Богородицького монастиря.14.02.1875 р. хіротонісаний в єпископа Тотемського, вікарія Вологодської єпархії, з 09.091876 р. — єпископ Виборзький, вікарій Санкт-Петербурзької єпархії, з 26.07.1880 р — єпископ Мінський і Туровський. Помер 21.05.1889 р.
- Дубковецький Федір Іванович — учасник Першої світової війни та Хотинського повстання 1919 року проти румунської окупаційної влади, новатор сільськогосподарського виробництва, двічі Герой Соціалістичної Праці. Депутат Верховної Радми СРСР 2-5 скликань. Народився 20.04(02.05).1984 р., с. Зарожани на Хотинщині, помер 06.03.1960 р., м. Тальне Черкаської області. У м. Тальне встановлено бронзовий бюст.
- Леонід Костянтинович Каденюк — (28 січня 1951 р., Клішківці, Хотинський район — 31 січня 2018 р., м. Київ) — український льотчик-випробувач 1-го класу, космонавт, генерал-майор авіації, перший і єдиний астронавт незалежної України, народний депутат України 4-го скликання, Народний Посол України, Герой України. Президент Аерокосмічного товариства України, радник Прем'єр-Міністра України та Голови Державного космічного агентства України, Почесний доктор Чернівецького національного університету імені Юрія Федьковича.
- Крупенський Матвій Георгійович — поміщик-благодійник в. с. Ломачинці. Військовослужбовець Російської імперії, штаб-ротмістр (1887), ротмістр (1890), ад'ютант великого князя Миколи Миколайовича (1891), полковник (1896), генерал-майор (1904), генерал-лейтенант (1913)Народився у 1859 р. Нагороджений орденами: Св. Володимира 3 ст., Св. Анни 2 ст., Св. Станіслава 1 ст.; кавалер Австрійського ордена Залізної Корони 3 ст, Хрест кавалера італійської корони; чорногорський орден Данила І-го 4 ст.; французький орден Почесного легіону; болгарський орден Святого Олександра 2 ст.; турецький орден Нішан-Іфтікар; орден Бухарської Золотої зірки. Помер у 1920 р., похований у мурованій каплиці родини Крупенських, зведеній у 1871 р. на території церкви с. Ломачинці, де й понині збереглася дерев'яна триярусна дзвіниця, споруджена у 1910 р. коштом пана Матвія Крупенського.
- Крупенський Павло Миколайович (нар. 08.(20).02.1863 р., с. Романківці, Бессарабська губернія — пом. 1939 р., Париж) — статський радник (з 1897), член Хотинської повітової земської управи, Хотинський повітовий голова дворянства (з 1899—1908 рр.), камергер імператорського двору Мьколи ІІ (з 1909), депутат ІІ-IV Державної Думи Російської імперії, організатор Вільної академії мистецтв у Парижі.
- Лискун Юхим Федотович — (нар. 14(26) жовтня 1873 р., с. Атаки на Хотинщині — пом. 19 квітня 1958 року, Москва) — учений у галузі тваринництва. Один із засновників радянської зоотехнічної науки. Академік ВАСГНІЛ (1934). Заслужений діяч науки РРФСР (1934. Лауреат Сталінської премії другого ступеня (1943). Нагороджений чотирма орденами Леніна.
- Лопушанська Олександра Іванівна — (нар. 1 січня 1916 р., м. Хотин, Хотинський повіт, Бессарабська губернія — пом. 29 жовтня 1995 р., м. Чернівці) — хімік, педагог, доктор хімічних наук, громадський діяч, Почесний професор Чернівецького університету, Почесний громадянин міста Чернівці. Під її керівництвом в Чернівецькому університеті була заснована єдина в СРСР проблемна науково-дослідна лабораторія з термодинаміки незворотних процесів в хімії, яка стала координуючим і об'єднуючим центром для вчених Радянського Союзу в цій галузі.
- Пішак Василь Павлович — (нар. 3 листорада 1940 р., с. Селище, Сокирянський район) — український науковець, доктор медичних наук, професор, завідувач кафедри медичної біології, генетики та фармацевтичної ботаніки. Протягом 1993—2010 рр. — ректор Буковинського державного медичного університету. Академік УАН вищої освіти України, член-кореспондент НАПН України, заслужений працівник освіти України, лауреат державної премії України в галузі науки і техніки, премії імені О. О. Богомольця НАН України. Кавалер ордена «Знак пошани», орденів «За заслуги» III та II ступенів, нагороджений знаком «Відмінник охорони здоров'я», Почесний громадянин Чернівців. Лауреат обласних премій — Пімені Ю. Федьковича та імені О. Поповича. Ім'я Василя Пішака включено до альманаху «Золота книга української еліти». Почесний професор Тернопільського державного медичного університету імені І. Я. Горбачевського.
- Сандуляк Леонтій Іванович — громадсько-політичний діяч, дипломат. Співавтор «Акта проголошення незалежності України», перший Надзвичайний і Повноважний Посол України в Румунії. Доктор медичних наук, професор. Народився 08.03.1937 р., с. Козиряни на Кельменеччині, нині Дністровський район.
- Тучкевич Володимир Максимович — (нар. 16(29).12.1904 р., с. Яноуци, нині Іванівці Дністровського району — пом. 24.07.1997 р., Санкт-Петербург, Росія) — видатний фізик, академік АН СРСР і РАН, Герой Соціалістичної Праці, лауреат Ленінської премії та Сталінської премії І ступеня.
- Чебаник Василь Якович — (нар. 5 серпня 1933, с. Клішківці на Хотинщині) — каліграф, художник-графік, член Національної спілки художників України (1970). Заслужений діяч мистецтв України (1979), професор (1980), завідувач кафедри графічного дизайну Київського державного інституту декоративно-прикладного мистецтва і дизайну ім. Михайла Бойчука, член-кореспондент Національної академії мистецтв України (2013). У 2019 році став лауреатом Національної премії України імені Тараса Шевченка в номінації «Візуальне мистецтво».
- Шкуд Моїсей Абрамович — інженер, архітектор, організатор виробництва Останкінської телевежі в Москві, радіооб'єктів «Олімпіади-80», лауреат Ленінської премії та Державної премії СРСР. Народився 19.10.1907 р., м. Секуряни Хотинського повіту Бессарабської губернії, нині м. Сокиряни Чернівецької області. Закінчив Київський політехнічний інститут. Керував будівництвом радіостанцій в Одесі, Чернігові, Києві, Алма-Аті, Луцьку, займався проектуванням потужних радіостанцій для західних областей СРСР. Керував відбудовою розбитих у ході бойових дій радіостанцій під Москвою, у Ленінграді, Києві, Мінську, Львові, Кишиневі, Одесі. З середини 1950-х — головний інженер Державного Союзного проектного інституту Міністерства зв'язку СРСР, керував проектуванням телецентрів для Москви і столиць союзних республік, багатопрограмних радіопередаючих станцій, багатоканальних радіорелейних ліній великої протяжності, станцій космічного зв'язку. Помер 01.02.1988 р., Москва.

### Діячі культури та мистецтв
- Абазопуло Володимир Костянтинович, народний артист України, уродженець с. Зарожани Хотинського району (02.09.1951);
- Ткач Михайло Миколайович, народний артист України, заслужений діяч мистецтв України, лауреат Державної премії УРСР ім. Т. Г. Шевченка, уродженець с. Лукачани Кельменецького району (нар. 26.11.1932 — пом. 04.04.2007);
- Дворський Павло Ананійович, народний артист України, уродженець с. Ленківці Кельменецького району (01.02.1953);
- Боднар Катерина Филимонівна, заслужений працівник культури України, уродженка села Непоротове Сокирянського району (07.12.1932);
- Гончар Іван Іванович, заслужений працівник культури України, уродженець села Коболчин Сокирянського району (19.06.1940);
- Давиденко Володимир Олександрович, композитор, заслужений працівник культури УРСР (нар. 23.05.1934 — пом. 22.11.1994)
- Костриж Віктор Семенович, заслужений діяч мистецтв України, уродженець села Гвіздівці Сокирянського району (нар. 10.10.1949 — пом. 10.07.2007);
- Мафтуляк Михайло Васильович, заслужений працівник культури України, уродженець села Гвіздівці Сокирянського району (04.09.1934);
- Серотюк Петро Федорович, заслужений працівник культури України, уродженець села Шебутинці Сокирянського району (30.05.1943);
- Давиденко Володимир Олександрович, заслужений працівник культури УРСР, композитор з м. Сокиряни (нар. 23.05.1934 — пом. 21.11.1994);
- Зяблюк Михайло Павлович, заслужений працівник культури України, уродженець села Романківці Сокирянського району (17.01.1939);
- Китайгородська Віра Микитівна, заслужений працівник культури України (05.12.1961);
- Курліков Борис Семенович, заслужений майстер народної тврчості України, уродженець м. Хотин (11.02.1918);
- Луць Ніна Дмитрівна, заслужений працівник культури України, м. Хотин (22.02.1950);
- Нагірняк Леонід Іванович, заслужений майстер народної творчості України, уродженець с. Ломачинці Сокирянського району (27.11.1975);
- Натрасенюк Віра Михайлівна, заслужений працівник культури України, с. Лівинці Кельменецького району (13.05.1947);
- Федишен Валентин Вікторович, музикант, лідер рок-гурту FRANCO, м. Новодністровськ Сокирянського району (02.02.1990);
- Чебаник Василь Якович, заслужений діяч мистецтв України, уродженець с. Клішківці Хотинського району (05.08.1933);
- Шербул Іван Петрович, народний артист України, уродженець села Олексіївка Сокирянського району (01.01.1949).

### Літератори краю
- Богач Георге
- Бондар Олексій Станіславович
- Брозинський Михайло Федорович
- Гандзій Василь Васильович
- Герасимчук Дмитро Костянтинович
- Гончар Інна Михайлівна
- Госик Наталія Іванівна
- Гром'як Іван Васильович
- Гура Богдан Пропопович
- Гусар Юхим Семенович
- Довгань Оксана Григорівна
- Каплуненко Євген Васильович
- Китайгородська Віра Микитівна
- Кривий Василь Дмитрович
- Кривий Микола Васильович
- Крилатий Михайло Семенович
- Логінова Олена Володимирівна
- Мандзяк Олексій Степанович
- Максимчук Віктор Петрович
- Мартинюк Володимир Семенович
- Мар'янин Володимир Григорович
- Мельник Галина Терентіївна
- Нагірняк Іван Семенович
- Попович Костянтин Федорович
- Руснак Інна Валеріївна
- Снігур Степан Олексійович
- Чабан Анатолій Опанасович
- Чорний Олександр Дмитрович
- Титов Василь Тихонович
- Ткач Михайло Миколайович
- Юзефович Надія Василівна
- Яровий Михайло Миколайович
- Ярощук Віктор Володимирович.

### Загинули в Афганістані
Війна в Афганістані (1979—1989) — військове вторгнення або військова інтервенція Радянського Союзу у суверенний Афганістан під приводом боротьби проти повстанських груп моджахедів, у якій брали участь урядові війська Афганістану і Радянського Союзу.
- Бурдинюк Григорій Васильович — (10.06.1966 р. — 14.12.1985 р.), уродженець с. Данківці Хотинського району.
- Венгерський Дмитро Володимирович — (09.10.1961 р. — 15.09.1981 р.), уродженець м. Хотин.
- Добровольський Віктор Васильович — (11.01.1958 р. — 31.07.1983 р.), уродженець с. Сербичани Сокирянського району.
- Задорожняк Олександр Дмитрович — (03.09.1965 р. — 30.01.1984 р.), уродженець с. Подвір'ївка Кельменецького району.
- Маковійчук Віктор Федорович — (05.05.1964 р. — 23.09.1983 р.) уродженець с. Шилівці Хотинського району.
- Нікула Сергій Євгенович — (21.06.1962 р. — 22.08. 1982 р.), уродженець с. Зелене Кельменецького району.
- Турецький Володимир Дмитрович — (12.09.1968 р. — 14.02.1987 р.), уродженець с. Керстенці Хотинського району.
- Яцюк Володимир Іванович — (04.09.1965 р. — 13.05.1984 р.), уродженець с. Анадоли Хотинського району.

### Загинули в АТО/ООС
- Боднарюк Олександр Васильович — (4.09.1979 — 20.01.2015), уродженечь с. Пигородок Хотинського району.
- Дергач Леонід Валентинович — (24.03.1979 — 02.01.2017) уродженець с. Зарожани Хотинського району
- Доник Максим Вікторович — (02.03.1988 — 01.07.2014), уроджинець с. Санківці Хотинського району.
- Загребельний Степан Ігорович — (03.03.1989 р. — 12.06.2015 р.), уродженець с. Коболчин Сокирянського району.
- Коваль Олександр Олександрович — (26.04.1997 — 01.01.2016), уродженець м. Хотин.
- Корнецький Сергій Григорович — (01.06.1980 р. — 12.11.2015 р.), уроджнець м. Новодністровськ на Сокирянщині.
- Побережник Сергій Анатолійович — (21.08.1982 — 13.10.2014), уродженець м. Хотин.

## Пам’ятники Дністровського району
- Державний історико-архітектурний заповідник «Хотинська фортеця». м. Хотин.
- Пам’ятник Петрові Сагайдачному [українському гетьманові] – скульптор В. І. Гамаль (1991). м. Хотин.
- Пам’ятник героям Хотинського повстання 1919 року – скульптори В. Борисенко, В. Подольський, архітектор А. Консулов (1977). м. Хотин.
- Пам’ятник хотинським комсомольцям-підпільникам [у роки Другої світової війни] – архітектор А. Єгоров, скульптори М. і П. Фліти (1969). м. Хотин.
- Пам’ятник воїнам-визволителям [Братська могила] (1952). м. Сокиряни.
- Пам’ятник Вірі Бірюковій, Зої Зародовій [партизанам-десантникам у роки ВВв] – скульптор К. Маєвський, архітектор В. Плехівський. м. Сокиряни.
- Пам’ятний знак [Поле імені Віри Бірюкової]. с. Сербичани.

### Музеї і музейні кімнати
- Історичний музей Сокирянської міської ради Дністровського району (м. Сокиряни, вул. Тараса Шевченка, 5).
- Сокирянський музей історії школи (м. Сокиряни, вул. Тараса Шевченка, 11).
- Музей гончарства села Коболчин Сокирянської міської ради (с. Коболчин, пров. Шкільний, 1).
- Музей історії міста Новодністровськ (приміщення ЗОШ ІІ-ІІІ ступенів, мікрорайон «Діброва»).
- Музей етнографії м. Новодністровськ (приміщення Новодністровської гімназії).
- Романковецький літературний музей (приміщення Романковецької гімназії імені академіка Костянтина Поповича, с. Романківці, вул. Головна, 26).
- Музей бойової слави села Гвіздівці (с. Гвіздівці Дністровського району).
- Шебутинський краєзнавчий музей (с. Шебутинці, приміщення школи).
- Музей історії села Селише (с. Селище, приміщення Будинку культури).
- Музей історії села Вашківці (с. Вашківці Дністровського району).
- Краєзнавчий музей села Білоусівка (с. Білоусівка, приміщення Будинку культури).
- Музей етнографії села Олексіївка (с. Олексіївка Дністровського району).
- Краєзнавчий музей села Ленківці (с. Ленківці Дністровського району)

### Монастирі
- Галицький печерський Свято-Миколаївський чоловічий монастир «Галиця» (Монастир «Галиця») — печерний чоловічий православний монастир УПЦ МП.

Свято-Миколаївська обитель знаходиться на крайньому сході Чернівецької області. Розташована у північній частині хутора Галиця, на стінкоподібному правому березі Дністровського водосховища (120 м над його рівнем), поруч з територією національного природного парку «Хотинський».
- Монастир Святого Рівноапостольного князя Володимира закладено 21 серпня 1997 року в с. Колінківці Хотинського району. 2004 року Митрополит Кишинівський і всієї Молдови Володимир і митрополит Чернівецький і Буковинський Онуфрій звершили освячення Свято-Володимирського храму. На території монастиря знаходяться: церква Святого рівноапостольного князя Володимира, братський корпус з будинковим храмом, господарські приміщення. Престольне свято: 28 липня — в день святого рівноапостольного князя Володимира, Хрестителя Русі.

## Економіка

### Дністро́вська ГЕС
Одна з гідроелектростанцій на ріці Дністер. Поряд з нею, на правому березі річки, разом з будівництвом ГЕС, будували місто енергетиків Новодністровськ. Генеральний проєктувальник Дністровського комплексного гідровузла проєктно-дослідний інститут «Укргідропроект». Будівництво Дністровської ГЕС почалося в 1973 році. 29 липня 1977 року будівельники Дністровської ГЕС змінили русло річки поблизу селища Новодністровськ. Операція пройшла успішно і зайняла 1 годину 10 хвилин. У 1981 році введено в експлуатацію два перших гідроагрегати ГЕС установленою потужністю по 117 МВт кожний, а в 1983 році гідростанція досягла своєї повної встановленої потужності — 702 МВт.
Споруди Дністровської ГЕС розташовані на відстані 678 км від гирла Дністра. Гребля ГЕС створила водосховище довжиною 194 км з площею дзеркала 142 км² та об'ємом 3,0 млрд м³, у тому числі корисним — 2,0 млрд м³. Максимальна глибина водосховища — 124 м. Водосховище дозволяє здійснювати сезонне регулювання стоку Дністра з переходом на багатолітнє і забезпечити зрошення 500 тис. га орних земель. Крім того, вже 25 років населені пункти Молдови і України, розташовані на берегах Дністра від ГЕС до Чорного моря, не страждають від руйнівних дій паводків і весняних льодових заторів.
Будівля ГЕС-1 є русловою, сполученою, водозливного типу, має відкритий водозлив розміщений над машинним залом. Вона складається з трьох двохагрегатних секцій, кожна шириною 51 м і довжиною 75 м. Висота будівлі — 80 м. Ширина кожного з двох вхідних та вихідних отворів проточної частини турбін 7.5 м. Щитова стінка верхнього б'єфа обслуговується двома козловими кранами вантажопідйомністю 2 х 200 тс, нижнього б'єфа- мостовим краном вантажопідйомністю 2 х 30 тс.
При форсованому підпірному рівні через водозлив і працюючі агрегати ГЕС скидається розрахункова витрата 13260 м³ /с (0.01 % забезпеченості).
В 2007 році розпочалась реалізація II черги реконструкції Дністровської ГЕС.
Передбачено проведення реконструкції всіх гідроагрегатів у необхідному обсязі, заміна основного електротехнічного обладнання ВРП-330/110 кВ, реконструкція гідромеханічного обладнання та гідротехнічних споруд, впровадження автоматизованих систем контролю за станом споруд та обладнання. Реалізація комплексу протипожежних заходів та архітектурно-планувальних рішень.

### Затоплені села на Дністрі
Населені пункти, які повністю або частково зникли під водою Дністровського водосховища після введення в експлуатацію гідроелектростанції у 1981—1987 роках: Атаки, Дарабани, Комарів Яр, Молодове, Кормань (перенесене вище), Непоротове, Макарівка (перенесене вище).